# San Juan del Rosario
San Juan del Rosario ist eine Ortschaft im Departamento Santa Cruz im südamerikanischen Anden-Staat Bolivien.

## Lage im Nahraum
San Juan del Rosario ist der zentrale Ort im Kanton San Juan del Rosario im Municipio Samaipata in der Provinz Florida. Die Ortschaft liegt im östlichen Andengebirge auf einer Höhe von 1519 m in den Ausläufern der Cordillera Oriental am Oberlauf des Río Misca, eines Zuflusses zum Río Piraí, der in der Nähe der Stadt Samaipata entspringt. Die Ortschaft liegt in einer Ebene, die etwa 2 km in Nord-Süd- und in Ost-West-Richtung misst, die Bergrücken rings um die Ortschaft erreichen Höhen von bis zu 1850 m.

## Geographie
San Juan del Rosario liegt im Übergangsbereich zwischen der Anden-Gebirgskette der Cordillera Oriental im Westen und dem bolivianischen Tiefland im Osten. Das Klima ist wegen der geschützten Tallage ganzjährig mild und ausgeglichen, nicht so heiß und schwül wie im nahegelegenen Tiefland.
Die mittlere Durchschnittstemperatur der Region liegt bei 18 °C (siehe Klimadiagramm Samaipata) und schwankt nur unwesentlich zwischen 15 °C im Juni/Juli und knapp 20 °C im Dezember und Januar. Der Jahresniederschlag beträgt etwa 750 mm, bei einer nur schwach ausgeprägten Trockenzeit von Mai bis September mit Monatsniederschlägen unter 35 mm, und einer Feuchtezeit von Dezember bis Februar mit 110 bis 120 mm Monatsniederschlag.

## Verkehrsnetz
San Juan del Rosario liegt in einer Entfernung von 142 Straßenkilometern südwestlich von Santa Cruz, der Hauptstadt des Departamentos.
Von Santa Cruz aus führt die 488 Kilometer lange Nationalstraße Ruta 7 über La Guardia und La Angostura nach Samaipata und dann weiter über Mairana und Comarapa nach Cochabamba, der Hauptstadt des benachbarten Departamentos. Vom Südrand der Stadt Samaipata aus führt eine unbefestigte Landstraße nach Süden und erreicht nach 22 Kilometern San Juan del Rosario, die Straße führt dann weiter in südlicher Richtung nach Postrervalle in der Provinz Vallegrande.

## Bevölkerung
Die Einwohnerzahl der Ortschaft ist in den vergangenen beiden Jahrzehnten um mehr als die Hälfte angestiegen:
| Jahr | Einwohner | Quelle       |
| ---- | --------- | ------------ |
| 1992 | 196       | Volkszählung |
| 2001 | 216       | Volkszählung |
| 2012 | 317       | Volkszählung |

Die Region weist einen gewissen Anteil an Quechua-Bevölkerung auf, im Municipio Samaipata sprechen 15,5 Prozent der Bevölkerung Quechua.